# Ocellularia texana
Ocellularia texana är en lavart som först beskrevs av Willey, och fick sitt nu gällande namn av Alexander Zahlbruckner 1923. Ocellularia texana ingår i släktet Ocellularia och familjen Thelotremataceae.   Inga underarter finns listade i Catalogue of Life.